# Centre nautique de Lagnieu
Le centre nautique de Lagnieu est situé sur la commune de Lagnieu dans le département de l'Ain, en France. Depuis le 3 octobre 2007, l'édifice est Label « Patrimoine du XXe siècle ».